# Collin County
Das Collin County ist ein County im Bundesstaat Texas der Vereinigten Staaten. Das U.S. Census Bureau hat bei der Volkszählung 2020 eine Einwohnerzahl von 1.064.465 ermittelt. Der Sitz der County-Verwaltung (County Seat) befindet sich in McKinney.

## Geographie
Das County liegt nordöstlich des geographischen Zentrums von Texas, etwa 50 km vor der Bundesgrenze zu Oklahoma und hat eine Fläche von 2294 Quadratkilometern, wovon 99 Quadratkilometer Wasserfläche sind. Es grenzt im Uhrzeigersinn an folgende Countys: Grayson County, Fannin County, Hunt County, Rockwall County, Dallas County und Denton County.

## Geschichte
Collin County wurde am 3. April 1846 aus Teilen des Fannin County gebildet. Benannt wurde es nach Collin McKinney (1766–1861), einem der ersten Siedler in diesem County einem von fünf Autoren der texanischen Unabhängigkeitserklärung.

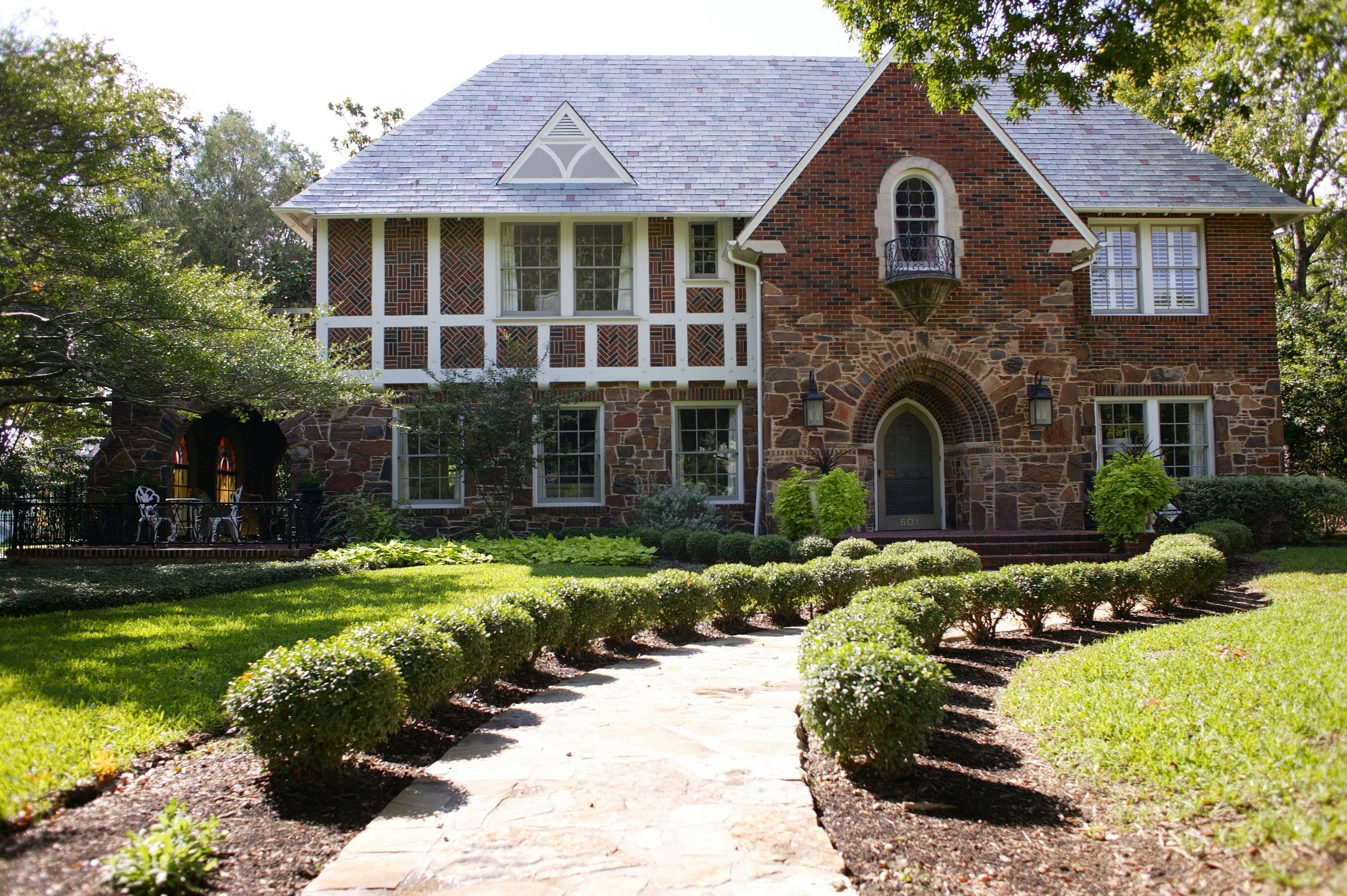
Das W. R. Hill House ist einer von 65 Einträgen des Countys im NRHP.

65 Bauwerke und Stätten des Countys sind im National Register of Historic Places (NRHP) eingetragen (Stand 19. Oktober 2018).

## Demografische Daten

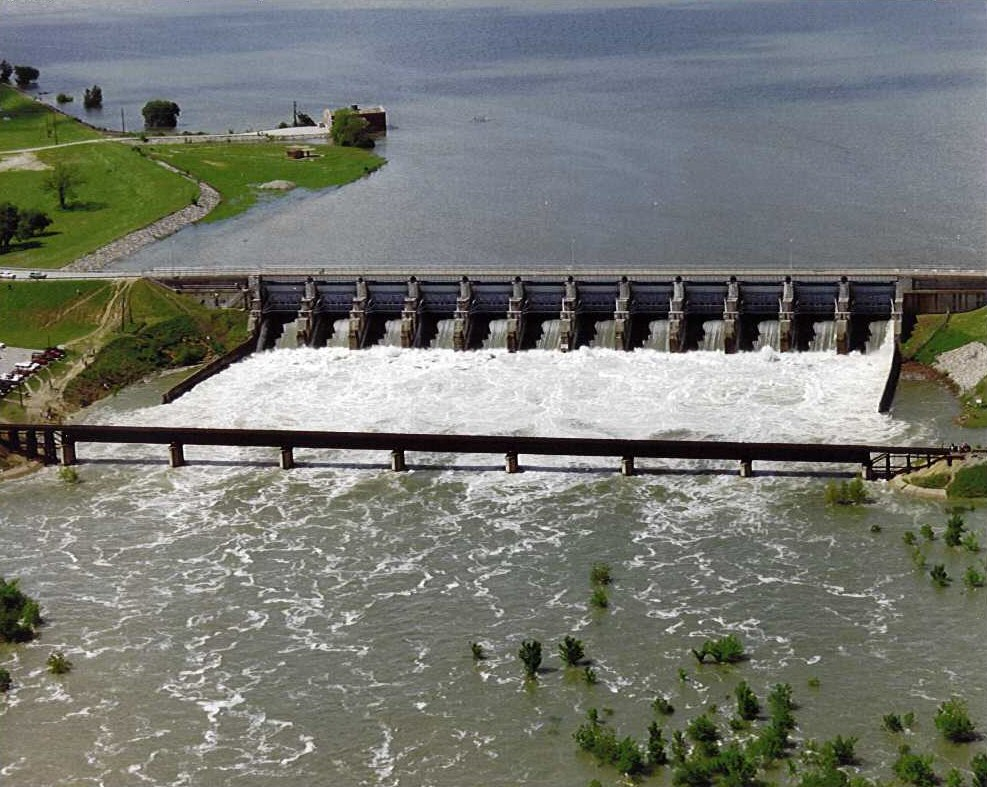
Der Lavon Lake und Damm

Nach der Volkszählung im Jahr 2000 lebten im Collin County 491.675 Menschen in 181.970 Haushalten und 132.292 Familien. Die Bevölkerungsdichte betrug 224 Einwohner pro Quadratkilometer. Ethnisch betrachtet setzte sich die Bevölkerung zusammen aus 81,39 Prozent Weißen, 4,79 Prozent Afroamerikanern, 0,47 Prozent amerikanischen Ureinwohnern, 6,92 Prozent Asiaten, 0,05 Prozent Bewohnern aus dem pazifischen Inselraum und 4,26 Prozent aus anderen ethnischen Gruppen; 2,11 Prozent stammten von zwei oder mehr Ethnien ab. 10,27 Prozent der Einwohner waren spanischer oder lateinamerikanischer Abstammung.
Von den 181.970 Haushalten hatten 40,6 Prozent Kinder oder Jugendliche, die mit ihnen zusammen lebten. 62,1 Prozent waren verheiratete, zusammenlebende Paare, 7,5 Prozent waren allein erziehende Mütter und 27,3 Prozent waren keine Familien. 22,1 Prozent waren Singlehaushalte und in 3,1 Prozent lebten Menschen im Alter von 65 Jahren oder darüber. Die durchschnittliche Haushaltsgröße betrug 2,68 und die durchschnittliche Familiengröße betrug 3,18 Personen.
28,7 Prozent der Bevölkerung war unter 18 Jahre alt, 7,4 Prozent zwischen 18 und 24, 37,9 Prozent zwischen 25 und 44, 20,7 Prozent zwischen 45 und 64 und 5,3 Prozent waren 65 Jahre alt oder älter. Das Medianalter betrug 33 Jahre. Auf 100 weibliche Personen kamen 99,8 männliche Personen und auf 100 Frauen im Alter von 18 Jahren oder darüber kamen 97,8 Männer.
Das jährliche Durchschnittseinkommen eines Haushalts betrug 70.835 USD, das Durchschnittseinkommen einer Familie betrug 81.856 USD. Männer hatten ein Durchschnittseinkommen von 57.392 USD, Frauen 36.604 USD. Das Prokopfeinkommen betrug 33.345 USD. 3,3 Prozent der Familien und 4,9 Prozent der Einwohner lebten unterhalb der Armutsgrenze.

## Orte im County
- Allen
- Altoga
- Anna
- Beverly Hill
- Bloomdale
- Blue Ridge
- Buckner
- Celina
- Chambersville
- Chambliss
- Clear Lake
- Climax
- Collin
- Copeville
- Cowley
- Culleoka
- Dallas
- Deep Water Point Estates
- Desert
- Fairview
- Farmersville
- Fayburg
- Forest Grove
- Frisco
- Frognot
- Josephine
- Kelly
- Lavon
- Lavon Beach Estates
- Lavon Shores Estates
- Lebanon
- Lolaville
- Lowry Crossing
- Lucas
- Marilee
- McKinney
- Melissa
- Milligan
- Millwood
- Murphy
- Nevada
- New Hope
- Parker
- Pike
- Plano
- Princeton
- Prosper
- Renner
- Rhea Mills
- Richardson
- Rockhill
- Royse City
- Sachse
- Saint Paul
- Shepton
- Trinity Park
- Valdasta
- Verona
- Westminster
- Weston
- Wetsel
- Winningkoff
- Wylie
- Yucote Acres